# بيتر ستوري
بيتر ستوري (بالإنجليزية: Peter Storey)‏ (7 سبتمبر 1945 في المملكة المتحدة - ) هو لاعب كرة قدم بريطاني في مركز الظهير. شارك مع منتخب إنجلترا تحت 16 سنة لكرة القدم ومنتخب إنجلترا لكرة القدم. أما مع النوادي، فقد لعب مع نادي أرسنال ونادي فولهام والرابطة الحادية عشر لكرة القدم ‏.

## مسيرته الكروية
لعب بيتر ستوري خلال مسيرته الاحترافية مع ناديين في أربعة عشر موسمًا وسجل خلالها 9 أهداف ضمن 408 مباراة. حيث فاز في موسم واحد بالكأس وفي موسم واحد بالدوري.
خاض بيتر ستوري مسيرته مع نادي أرسنال في موسم 1965–66 ليلعب معه اثنا عشر موسمًا، مشاركًا في 391 مباراة سجل خلالها 9 أهداف. ثم انتقل إلى نادي فولهام في موسم 1976–77 ولمدة موسمين، حيث شارك في 17 مباراة ولم يسجل أي هدف.

## وصلات خارجية
- بيتر ستوري على موقع قاعدة بيانات كرة القدم.إي يو (الإنجليزية)
- بيتر ستوري على موقع ناشيونال فوتبول تيمز (الإنجليزية)
- بيتر ستوري على موقع Soccerway.com (الإنجليزية)